# تجارة بلاد الشام (مجلة)
مجلة تجارة بلاد الشام كانت مجلة اقتصادية شهرية تنشر باللغة الفرنسية في العاصمة اللبنانية بيروت، تأسست عام 1929وكانت تغطي مختلف الجوانب الاقتصادية بما في ذلك الاقتصاد والتجارة والصناعة والسياحة والخدمات المصرفية والمالية. توقفت عن الصدور عام2021.

## التاريخ والملف الشخصي
تأسست مجلة تجارة بلاد الشام في عام 1929 من قبل اللبنانيين اليهود. وكان مقرها الرئيسي في بيروت. كانت تنشر سابقًا على شكل أسبوعي. تصدر المجلة شهريًا عن شركة الصحافة والنشر اللبنانية ش.م.ل. التي تنشر أيضاً الصحيفة اليومية الفرنسية اللبنانية لورين لوجور. كانت نيلا دي فريج الرئيس والمدير العام للنشر. غطت المجلة مقالات عن الأعمال التجارية والتجارة المتعلقة بكل من لبنان والشرق الأوسط.في 9 يونيو 2021، أعلنت الشركة أنها ستغلق خدماتها، بسبب الصعوبات المالية الناجمة عن الأزمة الاقتصادية. ومع ذلك، يُعتقد أن السبب الحقيقي يرجع إلى الانخفاض الكبير في عدد القراء.

## حول المجلة
من بين 260 عنوانًا تم تداولها في نهاية عشرينيات القرن العشرين، غطت صحيفة تجارة بلاد الشام الأخبار الاقتصادية بتنسيق التابلويد. في البداية، كان الإصدار أسبوعي إلى حد الظهور مرتين وثلاث مرات في الأسبوع، حيث تنقل التوترات النقدية في العالم الغربي، وتحلل الوضع النقدي في لبنان وسوريا، وتسلط الضوء على كفاح بيروت في مواجهة التطور السريع. ميناء حيفا... منذ السنوات الأولى للاستقلال، نقرأ التعارض بين الصناعيين والتجار الذين أيدوا خيارات الأخير لصالح الاقتصاد الليبرالي والخدمات، على عكس المسار الذي اتبعته سوريا، خاصة خلال فترة الاحتلال. القطيعة الجمركية والنقدية عام 1950 بين البلدين.

## روابط خارجية
- الموقع الرسمي